# Elena Jontschewa

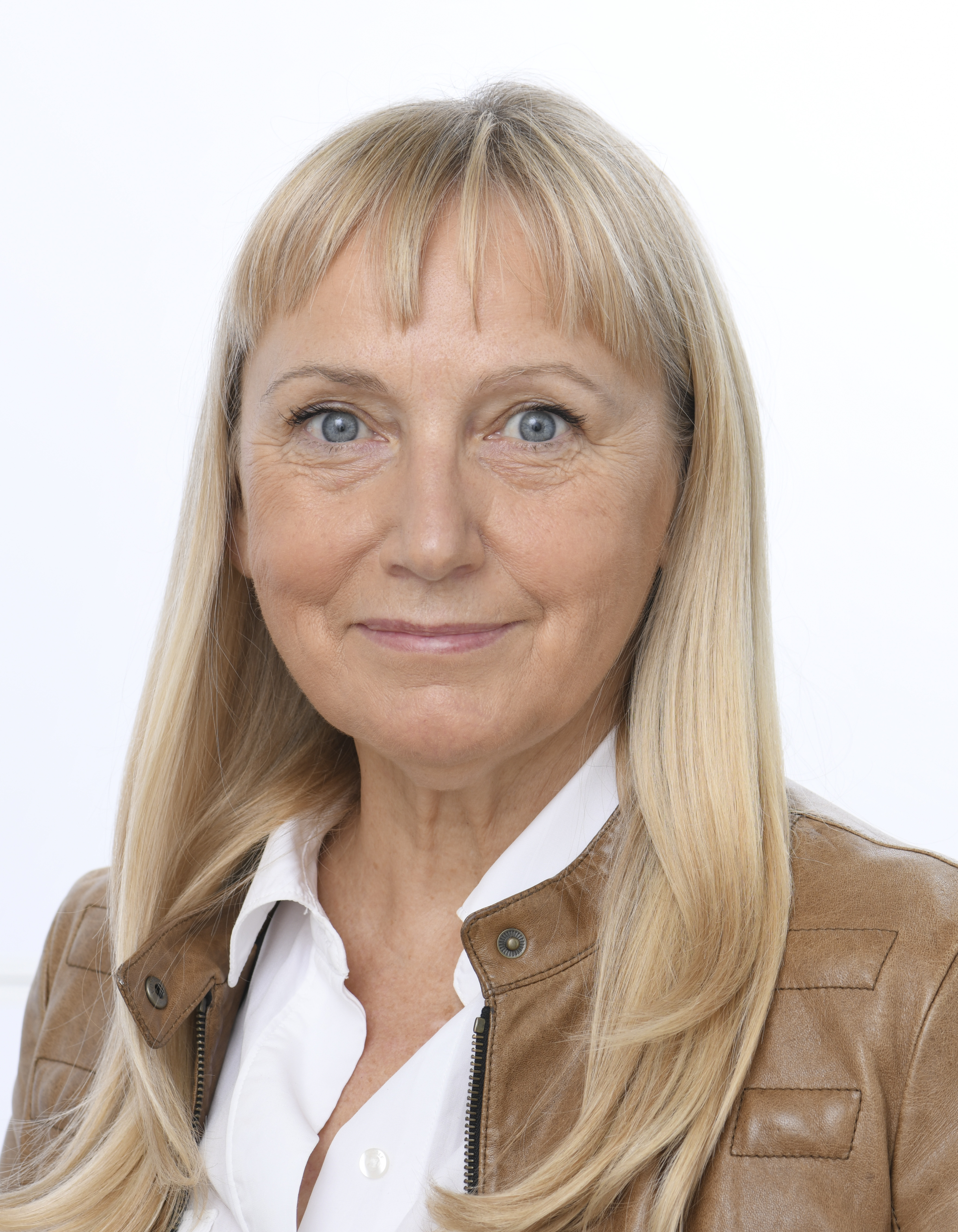
Elena Jontschewa (2024)

Elena Nikolova Jontschewa, bulgarisch Елена Николова Йончева, englische Transkription Elena Nikolova Yoncheva (geboren am 27. Mai 1964 in Sofia) ist eine bulgarische Journalistin und Politikerin (BSP). Sie war von 2017 bis 2019 Mitglied der bulgarischen Nationalversammlung. Seit der Europawahl 2019 ist Jontschewa Mitglied des Europäischen Parlaments.

## Leben

### Berufliche Karriere
Jontschewa wurde am 27. Mai 1964 in Sofia als Tochter der Eltern Nikola und Larissa Jontschewa geboren; ihre Mutter ist Russin, während ihr Vater Bulgare ist. Nach ihrer Schulausbildung studierte sie Fernsehjournalismus an der Staatlichen Moskauer Universität. In der Zeit lernte sie auch ihren späteren Partner und späteren bulgarischen Ministerpräsidenten Sergei Stanischew kennen, mit dem sie von 1994 bis 2009 liiert war.
Nach ihrer universitären Ausbildung war Jontschewa für viele Jahre als Journalistin und Fernsehreporterin des bulgarischen Nationalfernsehens tätig und berichtete aus zahlreichen Krisengebieten der Welt. Sie veröffentlichte mehr als 25 TV-Dokumentationen. Im Jahr 2008 wurde sie Teilnehmerin der Fernsehserie Dancing Stars von bTV. Seit Oktober 2013 war sie Co-Moderatorin der TV7-Sendung "The Original", zusammen mit Iwan Garelow. Jontschewa drehte den Dokumentarfilm "The Border", der den angeblich von bulgarischen Behörden begünstigten Handel mit Migranten durch Bulgarien anprangert.

### Politische Karriere
2017 wechselte sie in die Politik und trat der Bulgarischen Sozialistischen Partei bei, die sie für die vorverlegten Parlamentswahl 2017 im Wahlkreis Chaskowo nominierte. Die Bulgarischen Sozialisten siegten erdrutschartig (plus 11,80 Prozent), Jontschewa gewann direkt ein Mandat. In ihrer Zeit als Abgeordnete des bulgarischen Nationalversammlung war sie Mitglied im Ausschuss für Auswärtige Politik und im Ausschuss für Kultur und Medien. Des Weiteren war sie stellvertretendes Mitglied in der Parlamentsdelegation für die Parlamentarische Versammlung der OSZE.
2019 nominierte ihre Partei sie als Spitzenkandidatin der Partei für die Europawahl nominierte. Bei der Wahl gewann die BSP deutlich an Stimmen hinzu (plus 5,5 Prozent) und gewann damit fünf der 17 bulgarischen Mandate, sodass Jontschewa direkt der Einzug gelang und sie ihr Mandat im bulgarischen Parlament aufgab. Sie trat gemeinsam mit ihren Parteikolleginnen und -kollegen der sozialdemokratischen S&D-Fraktion bei. Für die Fraktion ist Jontschewa Mitglied im Ausschuss für bürgerliche Freiheiten, Justiz und Inneres sowie im Unterausschuss für Sicherheit und Verteidigung. Des Weiteren ist sie stellvertretendes Mitglied im Ausschuss für auswärtige Angelegenheiten.
2020 äußerte sich Jontschewa besorgt um ihre eigene Sicherheit, nachdem eine Aufnahme veröffentlicht worden war, in der eine Stimme, die dem bulgarischen Ministerpräsidenten Borissow ähneln soll, sagt, dass es „ihm egal sei, ob eigene Leute verbrennen, solange Elena Jontschewa verbrannt werde“. Die Authentizität der Aufnahme wurde nicht bestätigt.
Am 7. Mai 2024 trat Jontschewa aus der S&D-Fraktion im Europäischen Parlament aus und wechselte zur DPS und damit zur Fraktion Renew Europe.
Nachdem Renew Europe den DPS-Abgeordneten im Dezember 2024 einen Ausschluss androhte, trat sie aus der Fraktion aus.
In einem Verfahren vor dem Europäischen Gerichtshof für Menschenrechte gegen Bulgarien wurde ihr im Januar 2025 Schadensersatz zugesprochen, da in einem Korruptionsverfahren 2019 die Unschuldsvermutung verletzt worden war.